# Blade (videojuego)
Blade es un videojuego de terror de PlayStation basado en la primera película del mismo nombre. Dado el éxito que tuvo la primera película en 1998, dos años después, en noviembre de 2000, se lanza algo tarde para la PlayStation el primer juego del caminante diurno Blade. Fue desarrollado por Hammerhead, distribuido por Proein y producido por Activision.

## Trama
Si bien los personajes principales tienen la misma apariencia que en la primera película, la historia no tiene absolutamente nada que ver con el juego. Seguramente la trama estará basada en los cómics hechos por Marvel. 
En esta aventura, Blade (con la ayuda de su mentor y amigo Abraham Whistler), debe acabar con la raza de vampiros que acechan en el mundo, como de costumbre. Además, aparecerán viejos y recordados enemigos del cómic como Dragonetti y Mannheim.

## Características
Con una gran calidad gráfica y jugabilidad que deja algo que desear, Blade es un videojuego que impresiona, pero que no es destacado. Nuestro objetivo es poder aniquilar a todos los vampiros que se crucen por nuestro camino en una vista en tercera persona. Algo brusca, por cierto.

### Gráficos
Teniendo en cuenta las carencias técnicas que demuestra la PlayStation al generar entornos 3D, se encuentran en un buen nivel, con sus inevitables pixelaciones. Sin embargo, nada más empezar a jugar se puede apreciar una gran fluidez y suavidad en los movimientos del personaje. Los escenarios son muy oscuros, teniendo en cuenta que se trata de un juego de vampiros, intercalando escenarios exteriores, como las calles, e interiores, como guaridas de vampiros, subtes, y alcantarillados de un estilo gótico.
Algo que también llama la atención es que el juego no tiene intros con secuencias de vídeo FMV, sino que la intro y las escenas intermedias que ayudan a seguir la trama, están generadas por el juego en tiempo real.

### Jugabilidad
Si bien no tiene una mala jugabilidad, tiene algunos aspectos que dejan mucho que desear, en especial cuando se lucha cuerpo a cuerpo, a base de puñetazos y patadas. Como la cámara está siempre inmóvil en el personaje, ésta puede jugar alguna mala pasada ya que al pegar ciertos puñetazos y patadas, hay bruscos seguimientos con zoom, dificultando la lucha contra el enemigo.algo que se puede rescatar es la posibilidad de dar saltos y encontrar zonas secretas con armas poderosas y gran cantidad de municiones

### Música, sonido y efectos FX
Los temas, al igual que pasó en su día con la de la película, que tenía un estilo techno, en el videojuego destaca la música del juego y del menú, que mezcla música electrónica y melodías techno.
Lo que sí esta flojo son los efectos de las voces, ya que tanto enemigos como personajes tienen las mismas voces cuando le hacen daño o mueren, y también pasa lo mismo con las armas.

### Sangre y gore
La gran violencia que hay en el juego destaca mucho también. Cada vez que se mata a un enemigo, deja un gran charco de sangre en el suelo, y cuando apuntamos a la cabeza queda sangre en las paredes o el techo. 
Además, en casi todos los tramos del juego, los escenarios tienen bastantes cuerpos mutilados y descuartizados con todo y sangre, transformando el juego en un manantial de sangre y vísceras.

### Armamento, objetos y enemigos
En el juego hay un gran arsenal de armas y municiones a nuestra disposición. Con solo pulsar R2 y las flechas de dirección, hay un gran armamento que va desde el clásico sable de Blade, hasta pistolas, escopetas, metralletas y multilanzadores. Cada uno tiene diferentes tipos de munición, como balas con nitrato de plata, relleno de ajo, munición de carbono, explosivos, cuchillas y hasta comprimidos que lanzan fuertes rayos ultravioleta.
En cuanto a objetos e ítems, los hay a patadas. Se pueden obtener objetos de curación, sueros y coagulantes, sin más que pulsar L1 y las flechas de dirección. también hay diferentes llaves y tarjetas llaves para usar a lo largo del juego.
Una de las cosas más originales que aporta el juego, es la posibilidad de averiguar la naturaleza del adversario y su cantidad de vida con el botón R2. Aparecerá un indicador que muestra un color determinado. El verde indica que es un ser humano (un familiar como en la película), el amarillo que un monstruo (algo parecido a un zombi), el rojo que indica que es un vampiro de los Dragonetti, y los de azul, son los vampiros que pertenecen a los Pallentine, que quieren acabar con la raza humana y son muy poderosos.

## Voces de personajes
- Redd Pepper - Blade
- Norman Chancer - Abraham Whistler
- Stefan Ashton Frank - Mannheim
- William Roberts - Dragonetti

## Recepción
La versión de PlayStation recibió generalmente críticas mixtas, mientras que la versión de Game Boy Color recibió críticas generalmente positivas.